# Condor (Schiff, 1954)
Die Condor ist ein Fahrgastschiff in Berlin.

## Geschichte
Das Schiff wurde 1954 für die Reederei Steffke gebaut und trug zunächst den Namen Irene. Nachdem es 1966 in den Besitz der Stern und Kreisschiffahrt übergegangen war, erhielt es den Namen Condor. Laut Günter Benja war das Schiff, das auf der Wiese-Werft in Spandau gebaut wurde, 1975 noch für 300 Personen zugelassen. Die gleiche Zahl gaben auch im Jahr 1988 Kurt Groggert und im Jahr 2000 Dieter Schubert an. Im Jahr 2007 hatte die Condor laut Dieter und Helga Schubert nur noch eine Zulassung für 200 Personen.